# Johann Heinrich Breimer
Johann Heinrich Breimer (* 19. Juli 1772 in Beerfelden; † 20. August 1837 ebenda) war ein hessischer Politiker und ehemaliger Abgeordneter der 2. Kammer der Landstände des Großherzogtums Hessen.
Johann Heinrich Breimer war der Sohn des Gerichtsschultheißen und Chirurgen Johann Heinrich Breimer und dessen Frau Anna Catharina. Johann Heinrich Breimer, der evangelischer Konfession war, heiratete Agnes geborene Ostheimer.
Johann Heinrich Breimer war wie sein Vater Gerichtsschultheiß in Beerfelden.
In der 3. und 4. Wahlperiode (1826–1830) war Johann Heinrich Breimer Abgeordneter der zweiten Kammer der Landstände des Großherzogtums Hessen. In den Landständen vertrat er den Wahlbezirk Starkenburg 8/Wald-Michelbach. 